# Llista d'asteroides/188001-188100
| Nom      | Designació provisional | Data de descobriment   | Lloc de descobriment | Descobridor/s              |
| -------- | ---------------------- | ---------------------- | -------------------- | -------------------------- |
| 188001 - | 2001 SP241             | 19 de setembre de 2001 | Socorro              | LINEAR                     |
| 188002 - | 2001 SQ241             | 19 de setembre de 2001 | Socorro              | LINEAR                     |
| 188003 - | 2001 SL260             | 20 de setembre de 2001 | Socorro              | LINEAR                     |
| 188004 - | 2001 SL271             | 20 de setembre de 2001 | Socorro              | LINEAR                     |
| 188005 - | 2001 SG284             | 22 de setembre de 2001 | Kitt Peak            | Spacewatch                 |
| 188006 - | 2001 SF317             | 25 de setembre de 2001 | Palomar              | NEAT                       |
| 188007 - | 2001 TN7               | 11 d'octubre de 2001   | Desert Eagle         | W. K. Y. Yeung             |
| 188008 - | 2001 TP27              | 14 d'octubre de 2001   | Socorro              | LINEAR                     |
| 188009 - | 2001 TN56              | 15 d'octubre de 2001   | Socorro              | LINEAR                     |
| 188010 - | 2001 TR83              | 14 d'octubre de 2001   | Socorro              | LINEAR                     |
| 188011 - | 2001 TC85              | 14 d'octubre de 2001   | Socorro              | LINEAR                     |
| 188012 - | 2001 TO98              | 14 d'octubre de 2001   | Socorro              | LINEAR                     |
| 188013 - | 2001 TQ124             | 12 d'octubre de 2001   | Haleakala            | NEAT                       |
| 188014 - | 2001 TP137             | 14 d'octubre de 2001   | Palomar              | NEAT                       |
| 188015 - | 2001 TO142             | 10 d'octubre de 2001   | Palomar              | NEAT                       |
| 188016 - | 2001 TS163             | 11 d'octubre de 2001   | Palomar              | NEAT                       |
| 188017 - | 2001 TK195             | 15 d'octubre de 2001   | Palomar              | NEAT                       |
| 188018 - | 2001 TC204             | 11 d'octubre de 2001   | Socorro              | LINEAR                     |
| 188019 - | 2001 TH208             | 11 d'octubre de 2001   | Palomar              | NEAT                       |
| 188020 - | 2001 TH257             | 10 d'octubre de 2001   | Palomar              | NEAT                       |
| 188021 - | 2001 UD37              | 16 d'octubre de 2001   | Socorro              | LINEAR                     |
| 188022 - | 2001 UD62              | 17 d'octubre de 2001   | Socorro              | LINEAR                     |
| 188023 - | 2001 UK62              | 17 d'octubre de 2001   | Socorro              | LINEAR                     |
| 188024 - | 2001 UO71              | 19 d'octubre de 2001   | Kitt Peak            | Spacewatch                 |
| 188025 - | 2001 UM76              | 17 d'octubre de 2001   | Socorro              | LINEAR                     |
| 188026 - | 2001 UE79              | 20 d'octubre de 2001   | Socorro              | LINEAR                     |
| 188027 - | 2001 UF84              | 20 d'octubre de 2001   | Socorro              | LINEAR                     |
| 188028 - | 2001 UT112             | 21 d'octubre de 2001   | Socorro              | LINEAR                     |
| 188029 - | 2001 UU112             | 21 d'octubre de 2001   | Socorro              | LINEAR                     |
| 188030 - | 2001 UD117             | 22 d'octubre de 2001   | Socorro              | LINEAR                     |
| 188031 - | 2001 UV118             | 22 d'octubre de 2001   | Socorro              | LINEAR                     |
| 188032 - | 2001 UV120             | 22 d'octubre de 2001   | Socorro              | LINEAR                     |
| 188033 - | 2001 UV123             | 22 d'octubre de 2001   | Palomar              | NEAT                       |
| 188034 - | 2001 UY135             | 22 d'octubre de 2001   | Socorro              | LINEAR                     |
| 188035 - | 2001 UJ136             | 22 d'octubre de 2001   | Socorro              | LINEAR                     |
| 188036 - | 2001 UD154             | 23 d'octubre de 2001   | Socorro              | LINEAR                     |
| 188037 - | 2001 UJ160             | 23 d'octubre de 2001   | Socorro              | LINEAR                     |
| 188038 - | 2001 UH170             | 21 d'octubre de 2001   | Socorro              | LINEAR                     |
| 188039 - | 2001 UG174             | 18 d'octubre de 2001   | Palomar              | NEAT                       |
| 188040 - | 2001 UW176             | 21 d'octubre de 2001   | Socorro              | LINEAR                     |
| 188041 - | 2001 UX184             | 16 d'octubre de 2001   | Palomar              | NEAT                       |
| 188042 - | 2001 UE185             | 17 d'octubre de 2001   | Palomar              | NEAT                       |
| 188043 - | 2001 UO190             | 18 d'octubre de 2001   | Palomar              | NEAT                       |
| 188044 - | 2001 UA192             | 18 d'octubre de 2001   | Socorro              | LINEAR                     |
| 188045 - | 2001 UG217             | 24 d'octubre de 2001   | Socorro              | LINEAR                     |
| 188046 - | 2001 VP24              | 9 de novembre de 2001  | Socorro              | LINEAR                     |
| 188047 - | 2001 VW26              | 9 de novembre de 2001  | Socorro              | LINEAR                     |
| 188048 - | 2001 VU40              | 9 de novembre de 2001  | Socorro              | LINEAR                     |
| 188049 - | 2001 VJ41              | 9 de novembre de 2001  | Socorro              | LINEAR                     |
| 188050 - | 2001 VB53              | 10 de novembre de 2001 | Socorro              | LINEAR                     |
| 188051 - | 2001 VF68              | 11 de novembre de 2001 | Socorro              | LINEAR                     |
| 188052 - | 2001 VC77              | 12 de novembre de 2001 | Haleakala            | NEAT                       |
| 188053 - | 2001 VM83              | 10 de novembre de 2001 | Socorro              | LINEAR                     |
| 188054 - | 2001 VN91              | 15 de novembre de 2001 | Socorro              | LINEAR                     |
| 188055 - | 2001 VA92              | 15 de novembre de 2001 | Socorro              | LINEAR                     |
| 188056 - | 2001 VU104             | 12 de novembre de 2001 | Socorro              | LINEAR                     |
| 188057 - | 2001 VB105             | 12 de novembre de 2001 | Socorro              | LINEAR                     |
| 188058 - | 2001 VC106             | 12 de novembre de 2001 | Socorro              | LINEAR                     |
| 188059 - | 2001 VH120             | 12 de novembre de 2001 | Socorro              | LINEAR                     |
| 188060 - | 2001 VG127             | 11 de novembre de 2001 | Apache Point         | SDSS                       |
| 188061 - | 2001 VJ131             | 11 de novembre de 2001 | Apache Point         | SDSS                       |
| 188062 - | 2001 WT8               | 17 de novembre de 2001 | Socorro              | LINEAR                     |
| 188063 - | 2001 WV29              | 17 de novembre de 2001 | Socorro              | LINEAR                     |
| 188064 - | 2001 WE32              | 17 de novembre de 2001 | Socorro              | LINEAR                     |
| 188065 - | 2001 WK35              | 17 de novembre de 2001 | Socorro              | LINEAR                     |
| 188066 - | 2001 WR39              | 17 de novembre de 2001 | Socorro              | LINEAR                     |
| 188067 - | 2001 WO44              | 18 de novembre de 2001 | Socorro              | LINEAR                     |
| 188068 - | 2001 WL47              | 17 de novembre de 2001 | Anderson Mesa        | LONEOS                     |
| 188069 - | 2001 WP48              | 19 de novembre de 2001 | Anderson Mesa        | LONEOS                     |
| 188070 - | 2001 WR48              | 19 de novembre de 2001 | Anderson Mesa        | LONEOS                     |
| 188071 - | 2001 WV68              | 20 de novembre de 2001 | Socorro              | LINEAR                     |
| 188072 - | 2001 WE78              | 20 de novembre de 2001 | Socorro              | LINEAR                     |
| 188073 - | 2001 WX79              | 20 de novembre de 2001 | Socorro              | LINEAR                     |
| 188074 - | 2001 XC18              | 9 de desembre de 2001  | Socorro              | LINEAR                     |
| 188075 - | 2001 XN28              | 11 de desembre de 2001 | Socorro              | LINEAR                     |
| 188076 - | 2001 XE45              | 9 de desembre de 2001  | Socorro              | LINEAR                     |
| 188077 - | 2001 XW47              | 9 de desembre de 2001  | Socorro              | LINEAR                     |
| 188078 - | 2001 XA64              | 10 de desembre de 2001 | Socorro              | LINEAR                     |
| 188079 - | 2001 XK64              | 10 de desembre de 2001 | Socorro              | LINEAR                     |
| 188080 - | 2001 XN79              | 11 de desembre de 2001 | Socorro              | LINEAR                     |
| 188081 - | 2001 XY87              | 14 de desembre de 2001 | Desert Eagle         | W. K. Y. Yeung             |
| 188082 - | 2001 XV99              | 10 de desembre de 2001 | Socorro              | LINEAR                     |
| 188083 - | 2001 XM126             | 14 de desembre de 2001 | Socorro              | LINEAR                     |
| 188084 - | 2001 XV126             | 14 de desembre de 2001 | Socorro              | LINEAR                     |
| 188085 - | 2001 XC127             | 14 de desembre de 2001 | Socorro              | LINEAR                     |
| 188086 - | 2001 XK136             | 14 de desembre de 2001 | Socorro              | LINEAR                     |
| 188087 - | 2001 XX136             | 14 de desembre de 2001 | Socorro              | LINEAR                     |
| 188088 - | 2001 XA141             | 14 de desembre de 2001 | Socorro              | LINEAR                     |
| 188089 - | 2001 XR146             | 14 de desembre de 2001 | Socorro              | LINEAR                     |
| 188090 - | 2001 XL157             | 14 de desembre de 2001 | Socorro              | LINEAR                     |
| 188091 - | 2001 XO159             | 14 de desembre de 2001 | Socorro              | LINEAR                     |
| 188092 - | 2001 XR166             | 14 de desembre de 2001 | Socorro              | LINEAR                     |
| 188093 - | 2001 XG179             | 14 de desembre de 2001 | Socorro              | LINEAR                     |
| 188094 - | 2001 XK219             | 15 de desembre de 2001 | Socorro              | LINEAR                     |
| 188095 - | 2001 XL230             | 15 de desembre de 2001 | Socorro              | LINEAR                     |
| 188096 - | 2001 XY243             | 15 de desembre de 2001 | Socorro              | LINEAR                     |
| 188097 - | 2001 YM6               | 20 de desembre de 2001 | Cima Ekar            | Asiago-DLR Asteroid Survey |
| 188098 - | 2001 YT13              | 17 de desembre de 2001 | Socorro              | LINEAR                     |
| 188099 - | 2001 YT42              | 18 de desembre de 2001 | Socorro              | LINEAR                     |
| 188100 - | 2001 YC61              | 18 de desembre de 2001 | Socorro              | LINEAR                     |